# ETC Crimmitschau
ETC Crimmitschau (celým názvem: Eishockey- und Tennisclub Crimmitschau) je německý sportovní klub, který sídlí v saském městě Crimmitschau. Založen byl v roce 1927 pod názvem EHC Crimmitschau. Svůj současný název nese od roku 1990. V letech 1951–1990 ve městě působil socialistický klub BSG Einheit Crimmitschau. Od sezóny 2013/14 působí v Deutsche Eishockey Lize 2, druhé německé nejvyšší soutěži ledního hokeje. Své domácí zápasy odehrává v Eisstadion im Sahnpark s kapacitou 5 22 diváků. Klubové barvy jsou červená, bílá a černá.
Mimo oddíl ledního hokeje má sportovní klub i jiné oddíly, mj. oddíl tenisu.

## Historické názvy
Zdroj:
ETC
- 1927 – EHC Crimmitschau (Eishockeyclub Crimmitschau)
- 1939 – ETC Crimmitschau (Eishockey- und Tennisclub Crimmitschau)
- 1945 – zánik
- 1990 – obnovena činnost pod názvem ETC Crimmitschau (Eishockey- und Tennisclub Crimmitschau)

Einheit
- 1950 – BSG Textil Crimmitschau (Betriebssportgemeinschaft Textil Crimmitschau)
- 1951 – BSG Textil Pleißengrund Crimmitschau (Betriebssportgemeinschaft Textil Pleißengrund Crimmitschau)
- 1951 – BSG Fortschritt Crimmitschau (Betriebssportgemeinschaft Fortschritt Crimmitschau)
- 1952 – BSG Turbine Crimmitschau (Betriebssportgemeinschaft Turbine Crimmitschau)
- 1958 – BSG Motor Crimmitschau (Betriebssportgemeinschaft Motor Crimmitschau)
- 1960 – ASK Vorwärts Crimmitschau (Armeesportklub Vorwärts Crimmitschau)
- 1971 – BSG Einheit Crimmitschau (Betriebssportgemeinschaft Einheit Crimmitschau)
- 1990 – zánik

## Přehled ligové účasti

### ASK Vorwärts / BSG Einheit Crimmitschau (1951 – 1990)
Stručný přehled
Zdroj:
- 1951–1955: DDR-Eishockey-Oberliga (1. ligová úroveň ve Východním Německu)
- 1955–1960: 1. Eishockey-Liga (2. ligová úroveň ve Východním Německu)
- 1960–1970: DDR-Eishockey-Oberliga (1. ligová úroveň ve Východním Německu)
- 1970–1974: DDR-Bestenermittlung (2. ligová úroveň ve Východním Německu)
- 1974–1976: DDR-Bestenermittlung, A-Gruppe (2. ligová úroveň ve Východním Německu)
- 1976–1977: DDR-Bestenermittlung, B-Gruppe (3. ligová úroveň ve Východním Německu)
- 1977–1990: DDR-Bestenermittlung, A-Gruppe (2. ligová úroveň ve Východním Německu)

Jednotlivé ročníky
Zdroj:
Legenda: ZČ – základní část, červené podbarvení – sestup, zelené podbarvení – postup, fialové podbarvení – reorganizace, změna skupiny či soutěže
| Východní Německo (1951 – 1990) |                                |           |            |                              |                                      |
| Sezóny                         | Soutěž                         | Úroveň    | ZČ         | Play-off                     | Poznámky                             |
| 1951                           | Oberliga                       | 1. úroveň | 3. místo   |                              |                                      |
| 1951/52                        | Oberliga                       | 1. úroveň | 3. místo   |                              |                                      |
| 1952/53                        | Oberliga                       | 1. úroveň | 3. místo   |                              |                                      |
| 1953/54                        | Oberliga                       | 1. úroveň | 4. místo   |                              |                                      |
| 1954/55                        | Oberliga                       | 1. úroveň | 5. místo   |                              | Sestup                               |
| 1955/56                        | 1. Eishockey-Liga              | 2. úroveň | 5. místo   |                              |                                      |
| 1956/57                        | 1. Eishockey-Liga              | 2. úroveň | 2. místo   |                              |                                      |
| 1957/58                        | 1. Eishockey-Liga              | 2. úroveň | 6. místo   |                              |                                      |
| 1958/59                        | 1. Eishockey-Liga – sk. 1      | 2. úroveň | 1. místo   | Finálová skupina (3. místo)  |                                      |
| 1959/60                        | 1. Eishockey-Liga – sk. 1      | 2. úroveň | 4. místo   |                              | Převod soutěží s ASK Vorwärts Berlin |
| 1960/61                        | Oberliga – sk. 1               | 1. úroveň | 2. místo   | Finálová skupina (4. místo)  |                                      |
| 1961/62                        | Oberliga                       | 1. úroveň | 6. místo   | Skupina o udržení (5. místo) |                                      |
| 1962/63                        | Oberliga                       | 1. úroveň | 3. místo   |                              |                                      |
| 1963/64                        | Oberliga                       | 1. úroveň | 3. místo   |                              |                                      |
| 1964/65                        | Oberliga                       | 1. úroveň | 3. místo   |                              |                                      |
| 1965/66                        | Oberliga                       | 1. úroveň | bez účasti | Finálová skupina (3. místo)  |                                      |
| 1966/67                        | Oberliga                       | 1. úroveň | bez účasti | Finálová skupina (3. místo)  |                                      |
| 1967/68                        | Oberliga                       | 1. úroveň | 3. místo   |                              |                                      |
| 1968/69                        | Oberliga                       | 1. úroveň | 4. místo   | Finálová skupina (3. místo)  |                                      |
| 1969/70                        | Oberliga                       | 1. úroveň | 3. místo   | Skupina o udržení (5. místo) | Reorganizace                         |
| 1970/71                        | DDR-Bestenermittlung           | 2. úroveň | 1. místo   |                              |                                      |
| 1971/72                        | DDR-Bestenermittlung – sk. B   | 2. úroveň | 1. místo   | Vítěz                        |                                      |
| 1972/73                        | DDR-Bestenermittlung           | 2. úroveň | 2. místo   |                              |                                      |
| 1973/74                        | DDR-Bestenermittlung – sk. B   | 2. úroveň | 1. místo   | Vítěz                        | Reorganizace                         |
| 1974/75                        | DDR-Bestenermittlung, A-Gruppe | 2. úroveň | 1. místo   |                              |                                      |
| 1975/76                        | DDR-Bestenermittlung, A-Gruppe | 2. úroveň | 4. místo   |                              | Sestup                               |
| 1976/77                        | DDR-Bestenermittlung, B-Gruppe | 3. úroveň | 1. místo   |                              | Postup                               |
| 1977/78                        | DDR-Bestenermittlung, A-Gruppe | 2. úroveň | 2. místo   |                              |                                      |
| 1978/79                        | DDR-Bestenermittlung, A-Gruppe | 2. úroveň | 2. místo   |                              |                                      |
| 1979/80                        | DDR-Bestenermittlung, A-Gruppe | 2. úroveň | 1. místo   |                              |                                      |
| 1980/81                        | DDR-Bestenermittlung, A-Gruppe | 2. úroveň | 2. místo   |                              |                                      |
| 1981/82                        | DDR-Bestenermittlung, A-Gruppe | 2. úroveň | 2. místo   |                              |                                      |
| 1982/83                        | DDR-Bestenermittlung, A-Gruppe | 2. úroveň | 2. místo   |                              |                                      |
| 1983/84                        | DDR-Bestenermittlung, A-Gruppe | 2. úroveň | 2. místo   |                              |                                      |
| 1984/85                        | DDR-Bestenermittlung, A-Gruppe | 2. úroveň | 2. místo   |                              |                                      |
| 1985/86                        | DDR-Bestenermittlung, A-Gruppe | 2. úroveň | 3. místo   |                              |                                      |
| 1986/87                        | DDR-Bestenermittlung, A-Gruppe | 2. úroveň | 2. místo   |                              |                                      |
| 1987/88                        | DDR-Bestenermittlung, A-Gruppe | 2. úroveň | 3. místo   |                              |                                      |
| 1988/89                        | DDR-Bestenermittlung, A-Gruppe | 2. úroveň | 4. místo   |                              |                                      |
| 1989/90                        | DDR-Bestenermittlung, A-Gruppe | 2. úroveň | 3. místo   |                              |                                      |

### ETC Crimmitschau (1937 – 1945, 1990 – )
Stručný přehled
Zdroj:
- 1937: Deutsche Eishockey-Meisterschaft (1. ligová úroveň v Německu)
- 1990–1992: Eishockey-Bayernliga (5. ligová úroveň v Německu)
- 1992–1994: Eishockey-Regionalliga Süd (4. ligová úroveň v Německu)
- 1994–1995: 2. Eishockey-Liga Süd (3. ligová úroveň v Německu)
- 1995–1998: 1. Eishockey-Liga Süd (2. ligová úroveň v Německu)
- 1998–1999: 1. Eishockey-Liga Süd (3. ligová úroveň v Německu)
- 1999–2001: Eishockey-Oberliga Süd (3. ligová úroveň v Německu)
- 2001–2005: 2. Eishockey-Bundesliga (2. ligová úroveň v Německu)
- 2005–2006: Eishockey-Oberliga (3. ligová úroveň v Německu)
- 2006–2013: 2. Eishockey-Bundesliga (2. ligová úroveň v Německu)
- 2013– : DEL2 (2. ligová úroveň v Německu)

Jednotlivé ročníky
Zdroj:
Legenda: ZČ – základní část, červené podbarvení – sestup, zelené podbarvení – postup, fialové podbarvení – reorganizace, změna skupiny či soutěže
| Velkoněmecká říše (1937 – 1944) |                                                                                                |                                                                                                |                                                                                                |                                                                                                |                                                                                                |
| Sezóny                          | Soutěž                                                                                         | Úroveň                                                                                         | ZČ                                                                                             | Play-off                                                                                       | Poznámky                                                                                       |
| 1937                            | Deutsche Meisterschaft                                                                         | 1. úroveň                                                                                      | nehráno                                                                                        | Základní skupina B (4. místo)                                                                  |                                                                                                |
| …                               |                                                                                                |                                                                                                |                                                                                                |                                                                                                |                                                                                                |
| 1945–1990                       | V těchto letech byl klub neaktivní, protože byl v roce 1945 zrušen sovětskou okupační správou. | V těchto letech byl klub neaktivní, protože byl v roce 1945 zrušen sovětskou okupační správou. | V těchto letech byl klub neaktivní, protože byl v roce 1945 zrušen sovětskou okupační správou. | V těchto letech byl klub neaktivní, protože byl v roce 1945 zrušen sovětskou okupační správou. | V těchto letech byl klub neaktivní, protože byl v roce 1945 zrušen sovětskou okupační správou. |
| Německo (1990 – )               |                                                                                                |                                                                                                |                                                                                                |                                                                                                |                                                                                                |
| Sezóny                          | Soutěž                                                                                         | Úroveň                                                                                         | ZČ                                                                                             | Play-off                                                                                       | Poznámky                                                                                       |
| 1990/91                         | Bayernliga                                                                                     | 5. úroveň                                                                                      | ?. místo                                                                                       |                                                                                                |                                                                                                |
| 1991/92                         | Bayernliga                                                                                     | 5. úroveň                                                                                      | ?. místo                                                                                       |                                                                                                | Postup                                                                                         |
| 1992/93                         | Regionalliga Süd                                                                               | 4. úroveň                                                                                      | 11. místo                                                                                      | Baráž o Regionalligu Süd, sk. A (4. místo)                                                     |                                                                                                |
| 1993/94                         | Regionalliga Süd – sk. A                                                                       | 4. úroveň                                                                                      | 5. místo                                                                                       | Skupina o udržení (2. místo)                                                                   | Reorganizace                                                                                   |
| 1994/95                         | 2. Eishockey-Liga Süd                                                                          | 3. úroveň                                                                                      | 3. místo                                                                                       | Baráž o 1. Ligu Süd, sk. A (5. místo)                                                          | Postup                                                                                         |
| 1995/96                         | 1. Eishockey-Liga Süd                                                                          | 2. úroveň                                                                                      | 13. místo                                                                                      | Baráž o 1. Ligu Süd, sk. B (1. místo)                                                          |                                                                                                |
| 1996/97                         | 1. Eishockey-Liga Süd                                                                          | 2. úroveň                                                                                      | 8. místo                                                                                       | Osmifinále                                                                                     |                                                                                                |
| 1997/98                         | 1. Eishockey-Liga Süd                                                                          | 2. úroveň                                                                                      | 11. místo                                                                                      | Baráž o 1. Ligu Süd, sk. B (3. místo)                                                          | Reorganizace                                                                                   |
| 1998/99                         | 1. Eishockey-Liga Süd                                                                          | 3. úroveň                                                                                      | 3. místo                                                                                       | Baráž o 2. Bundesligu, sk. A (5. místo)                                                        | Reorganizace                                                                                   |
| 1999/00                         | Oberliga Süd                                                                                   | 3. úroveň                                                                                      | 1. místo                                                                                       | Finálová skupina (8. místo)                                                                    |                                                                                                |
| 2000/01                         | Oberliga Süd                                                                                   | 3. úroveň                                                                                      | 2. místo                                                                                       | Finále                                                                                         | Postup                                                                                         |
| 2001/02                         | 2. Bundesliga                                                                                  | 2. úroveň                                                                                      | 5. místo                                                                                       | Čtvrtfinále                                                                                    |                                                                                                |
| 2002/03                         | 2. Bundesliga                                                                                  | 2. úroveň                                                                                      | 15. místo                                                                                      | Play-out (výhra)                                                                               |                                                                                                |
| 2003/04                         | 2. Bundesliga                                                                                  | 2. úroveň                                                                                      | 9. místo                                                                                       | Skupina o udržení (1. místo)                                                                   |                                                                                                |
| 2004/05                         | 2. Bundesliga                                                                                  | 2. úroveň                                                                                      | 11. místo                                                                                      | Skupina o udržení (5. místo)                                                                   | Sestup                                                                                         |
| 2005/06                         | Oberliga                                                                                       | 3. úroveň                                                                                      | 1. místo                                                                                       | Vítěz sk. 2                                                                                    | Postup                                                                                         |
| 2006/07                         | 2. Bundesliga                                                                                  | 2. úroveň                                                                                      | 12. místo                                                                                      | Play-out (výhra)                                                                               |                                                                                                |
| 2007/08                         | 2. Bundesliga                                                                                  | 2. úroveň                                                                                      | 8. místo                                                                                       | Čtvrtfinále                                                                                    |                                                                                                |
| 2008/09                         | 2. Bundesliga                                                                                  | 2. úroveň                                                                                      | 13. místo                                                                                      |                                                                                                |                                                                                                |
| 2009/10                         | 2. Bundesliga                                                                                  | 2. úroveň                                                                                      | 12. místo                                                                                      | Play-out, 1. kolo (výhra)                                                                      |                                                                                                |
| 2010/11                         | 2. Bundesliga                                                                                  | 2. úroveň                                                                                      | 12. místo                                                                                      | Skupina o udržení (2. místo)                                                                   |                                                                                                |
| 2011/12                         | 2. Bundesliga                                                                                  | 2. úroveň                                                                                      | 10. místo                                                                                      | Skupina o udržení (3. místo)                                                                   |                                                                                                |
| 2012/13                         | 2. Bundesliga                                                                                  | 2. úroveň                                                                                      | 9. místo                                                                                       |                                                                                                | Reorganizace                                                                                   |
| 2013/14                         | DEL2                                                                                           | 2. úroveň                                                                                      | 12. místo                                                                                      | Baráž o DEL2 (1. místo)                                                                        |                                                                                                |
| 2014/15                         | DEL2                                                                                           | 2. úroveň                                                                                      | 12. místo                                                                                      | Play-out, 1. kolo (výhra)                                                                      |                                                                                                |
| 2015/16                         | DEL2                                                                                           | 2. úroveň                                                                                      | 10. místo                                                                                      | Předkolo                                                                                       |                                                                                                |
| 2016/17                         | DEL2                                                                                           | 2. úroveň                                                                                      | 14. místo                                                                                      | Play-out, 2. kolo (výhra)                                                                      |                                                                                                |
| 2017/18                         | DEL2                                                                                           | 2. úroveň                                                                                      | 10. místo                                                                                      | Čtvrtfinále                                                                                    |                                                                                                |
| 2018/19                         | DEL2                                                                                           | 2. úroveň                                                                                      |                                                                                                |                                                                                                |                                                                                                |